# Anthony Wallace (Anthropologe)
Anthony Francis Clarke Wallace (15. April 1923 in Toronto, Kanada – 5. Oktober 2015 in Ridley Park, Vereinigte Staaten) war ein kanadisch-amerikanischer Anthropologe und Historiker, der zum einen auf die Kulturen der Indianer Nordamerikas (insbesondere der Irokesen) spezialisiert war und zum anderen für seine Analyse der Akkulturation unter dem Einfluss des technologischen Wandels bekannt wurde.
Anthony F. C. Wallace ist der Sohn des Historikers Paul Wallace und wuchs in Toronto auf. Er erlangte seinen Doktortitel 1950 von der University of Pennsylvania in Philadelphia, wo er von 1951 bis 1988 einen Lehrstuhl innehatte. 1963 wurde er in die American Academy of Arts and Sciences gewählt, 1969 in die American Philosophical Society und 1973 in die National Academy of Sciences. Seine Forschungen verbinden vor allem Erkenntnisse der Kulturanthropologie mit der Psychologie. Eine Zeitlang war er zudem Leiter der klinischen Forschung am Eastern Pennsylvania Psychiatric Institute.
Sein wichtigstes Werk Rockdale: The Growth of an American Village in the Early Industrial Revolution (1978 – Rockdale: Das Wachstum eines amerikanischen Ortes in der frühen industrielle Revolution) ist eine psycho-anthropologische Geschichte der industriellen Revolution. Wallace untersuchte darin die  kulturellen Aspekte des Erkenntnisprozesses unter besonderer Berücksichtigung der Informationsweitergabe im Zusammenhang mit technologischen Entwicklungen.
Weitere vorrangige Veröffentlichungen behandeln die indianischen Religionen Nordamerikas, aus denen er eine Theorie der Revitalisierungsbewegungen (siehe beispielsweise Panindianismus) ableitete.
Ebenfalls bekannt ist Wallaces Typologie der Religionen, die auf einer Einteilung nach vier Kultformen basiert.
Wallace starb am 5. Oktober 2015 in Ridley Park (Pennsylvania), wo er seinen letzten Wohnsitz hatte.

## Veröffentlichungen
- King of the Delawares: Teedyuscung. 1700–1763. University of Pennsylvania Press, Philadelphia PA 1949.
- The Modal Personality Structure of the Tuscarora Indians. As Revealed by the Rorschach Test (= Bureau of American Ethnology. Bulletin. 150, ZDB-ID 799398-5). United States Government Printing Office, Washington DC 1952.
- Culture and Personality. Random House, New York NY 1961, (Überarbeitet 1970).
- Religion. An Anthropological View. Random House, New York NY 1966.
- mit Sheile C. Steen: The Death and Rebirth of the Seneca. Knopf, New York NY 1970.
- Rockdale. The growth of an American village in the early industrial revolution. Knopf, New York NY 1978, ISBN 0-394-42120-5.
- The Social Context of Innovation. Bureaucrats, Families and Heroes in the early industrial Revolution, as Foreseen in Bacon’s „New Atlantis“. Princeton University Press, Princeton NJ u. a. 1982, ISBN 0-691-08273-1.
- St. Clair. A Nineteenth-Century Coal Town’s Experience with a Disaster-Prone Industry. Knopf, New York NY 1987, ISBN 0-394-52867-0.
- The Long, Bitter Trail. Andrew Jackson and the Indians. Hill and Wang, New York NY 1993, ISBN 0-8090-6631-9.
- Jefferson and the Indians. The Tragic Fate of the First Americans. Belknap Press of Harvard University Press, Cambridge MA u. a. 1999, ISBN 0-674-00066-8.
- Tuscarora. A History. SUNY Press, Albany NY 2012, ISBN 978-1-4384-4429-1.
- Commentary: “Growing Up Indian”: Childhood and the Survival of Nations. Ethos. Journal of the Society for Psychological Anthropology. Band 41, Nummer 4, 2013, S. 337–340, JSTOR:24029811.